# The Idler
The Idler (Le Paresseux) est une série de 103 essais écrits par Samuel Johnson, à l'exception de 12 d'entre eux. Ils furent publiés dans l'hebdomadaire londonien Universal Chronicle entre 1758 et 1760. La Chronicle semble avoir surtout servi de support à The Idler car cette publication n'eut qu'un numéro avant le début de la série et s'interrompit avec elle. 

## Histoire

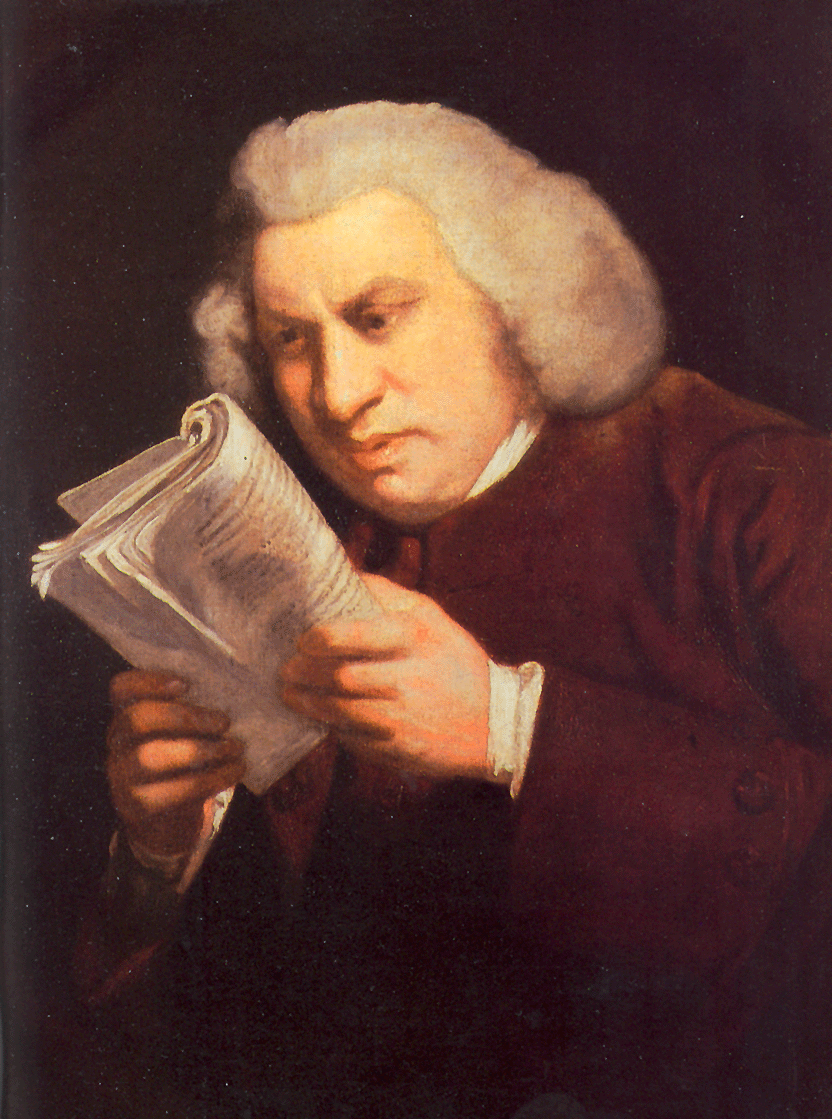
Portrait de Samuel Johnson par Joshua Reynolds

Tous les essais parurent sous la signature du Idler. Ils ne comportaient pas de titres. Ceux-ci ne furent ajoutés que plus tard, quand les textes furent rassemblés en recueil. C'est dans l'avant-propos de cet ouvrage que Johnson spécifie que douze de ces textes ne sont pas de lui. Sept d'entre eux  sont attribués à leurs auteurs par James Boswell dans sa Vie de Samuel Johnson : à Thomas Warton, à Bennet Langton et à Joshua Reynolds. Tous trois, ainsi que Boswell, firent partie quelques années plus tard du Literary Club. Les auteurs des cinq autres essais ne sont pas identifiés.
Boswell témoigne que Johnson a écrit certains de ces textes « aussi vite qu'une lettre » et qu'un jour, visitant Oxford, Johnson rédigea l'un des essais, à paraître le lendemain, dans la demi-heure qui précédait la dernière levée de la poste.
Ces textes devinrent si populaires que d'autres journaux les réimprimèrent sans autorisation. Johnson inséra alors dans la Chronicle une notice indiquant qu'il comptait en faire autant avec les œuvres de ses concurrents et en verser les bénéfices aux prostituées de Londres.
Lors de la parution en recueil, l'un des essais de Johnson, The Vulture (« Le Vautour »), fut écarté, sans doute parce que son manifeste satirique contre la guerre risquait d'être jugé trop séditieux. Johnson le remplaça par un texte sur la prison pour dettes.
Dans le premier essai, publié le 15 avril 1758 et intitulé The Idler's Character, Johnson explique pourquoi il a choisi ce pseudonyme. Il écrit : « Tout homme est, ou espère être, un paresseux. »